# Taverna della Catena
La Taverna della Catena è un monumento storico situato nella frazione di Vairano Scalo del comune di Vairano Patenora, presso il quale il 26 ottobre del 1860 sarebbe avvenuto lo storico incontro tra Giuseppe Garibaldi e Vittorio Emanuele II, passato alla storia con il nome di incontro di Teano e che secondo la tradizione sarebbe invece avvenuto presso il ponte di Cajanello, odierno ponte San Nicola, nella frazione di Borgonuovo (Teano).

## Descrizione
La precisa località in cui l'incontro avvenne è argomento di discussione.
Nel XVIII secolo lungo le vie consolari di Vairano, la via Latina e la via Venafrana, sorgevano diverse taverne per la sosta e il cambio dei cavalli dei postini e dei viandanti. Tra queste la "Taverna della Catena", edificata dal duca Domenico Mariconda intorno al 1720, prende il nome dal fatto che quando i re si recavano a caccia nella vicina riserva di Torcino, l'incrocio veniva sbarrato da una catena.
È stato fatto un tentativo di ristrutturazione esterna e oggi lo stabile ha quello che gli esperti pensano sia stato il colore originario della facciata.